# بوریلی
بوریلی (انگلیسی: Borile) شرکت خودروسازی ایتالیایی است، که در سال ۱۹۹۸ تأسیس شد.